# Wilfried Schwuchow
Wilfried Schwuchow (* 3. Februar 1943) ist ein deutscher Kunstschmied und Metallrestaurator aus Angermünde. Er schuf das Eberswalder Ei, das ihm 1999 einen Eintrag ins Guinness-Buch der Rekorde sicherte.

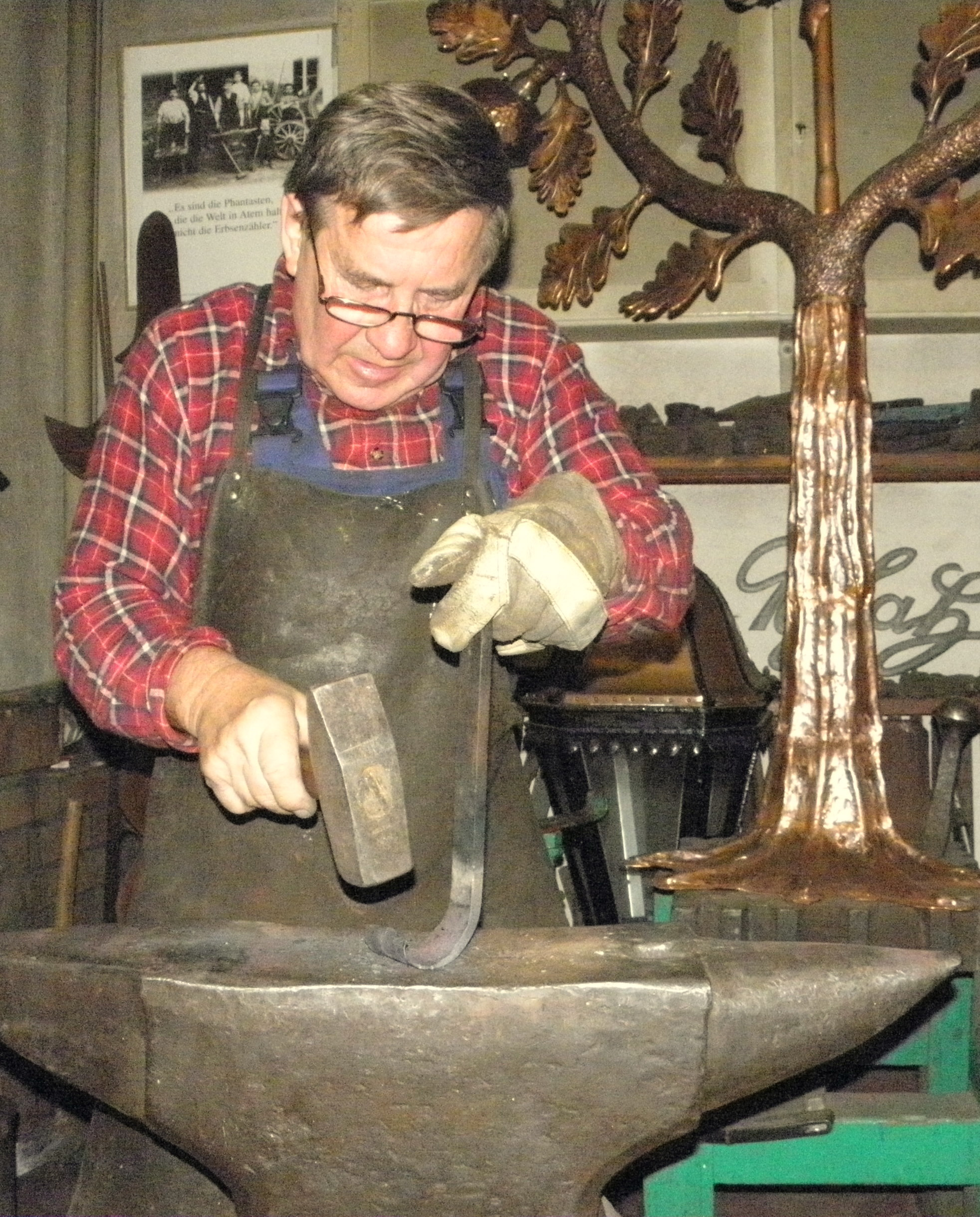
Kunstschmied Wilfried Schwuchow

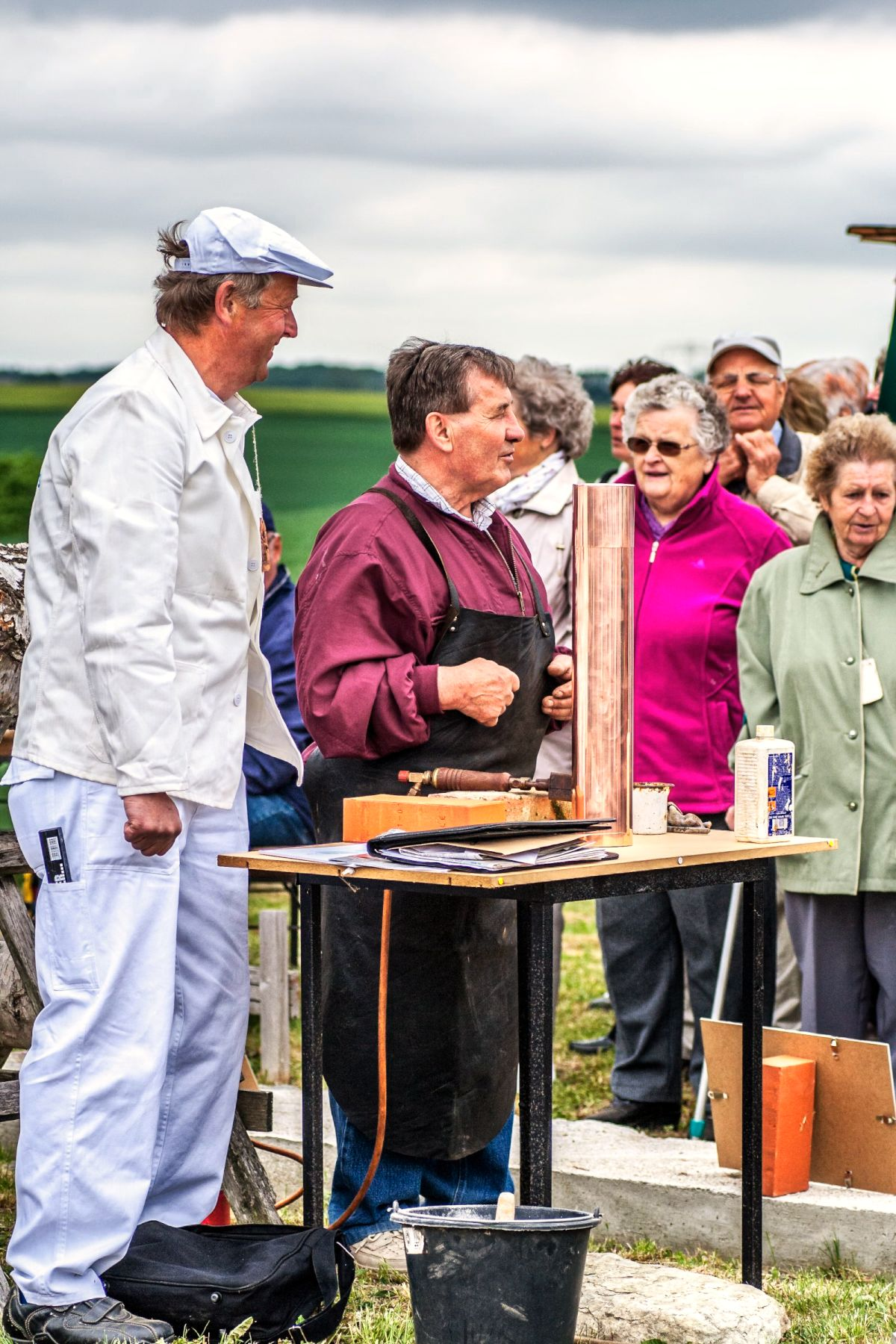
Grundsteinlegung Greiffenberger Mühle

## Leben
Als Flüchtlingskind kam Wilfried Schwuchow mit seiner Familie in die Uckermark. Schon in seiner Jugend hatte er eine ausgeprägte künstlerische Ader, namentlich auf dem Gebiet der Malerei. Er malte zunächst Landschaftsbilder und Porträts in Öl.
Schwuchow hat nie eine Kunstschule besucht, sich also alles autodidaktisch beigebracht. Nachdem er sich mangels Erfolg von der Malerei abgewandt hatte, richtete sich sein Streben auf handwerkliche Tätigkeiten, insbesondere hatte es ihm die Metallbautätigkeit angetan. Er erwarb einen Meistertitel als Kunstschmied und schuf viele Stücke, die weit übers Land sichtbar und bekannt sind. An rund 143 Kirchen in Berlin, Brandenburg und Mecklenburg-Vorpommern hat er Arbeiten ausgeführt. Er repariert Turmuhren, restauriert oder baut Turmbekrönungen nach alten Vorlagen nach, fertigt Zunftzeichen und findet vor allem Gefallen an überdimensionalen mechanischen Uhren. Sein Motto lautet: „Ich will damit verdeutlichen, wie einem die Zeit ständig davonläuft.“
Jährlich beteiligt sich Wilfried Schwuchow mit einigen Werken an der Internationalen Handwerksmesse in München und erhält im Endergebnis viele Aufträge. Allerdings arbeitet er allein, und seine Werkstatt, in der viele Maschinen stehen, bietet kaum noch Platz.

## Familiäres
Wilfried Schwuchow ist verheiratet mit Eva-Maria. Im Jahr 2017 ereilte ihn ein Schlaganfall, von dem er sich körperlich weitestgehend erholt hat.

## Werke (Auswahl)
– chronologisch –
- 1985: Bekrönung der Berliner Nikolaikirche
- Wetterhahn der Angermünder Franziskanerkirche[3]
- 1987: ein Silberpokal zum 750-jährigen Jubiläum der Stadt Berlin mit beiden Rathäusern (Rotes Rathaus und Altes Rathaus)[1]

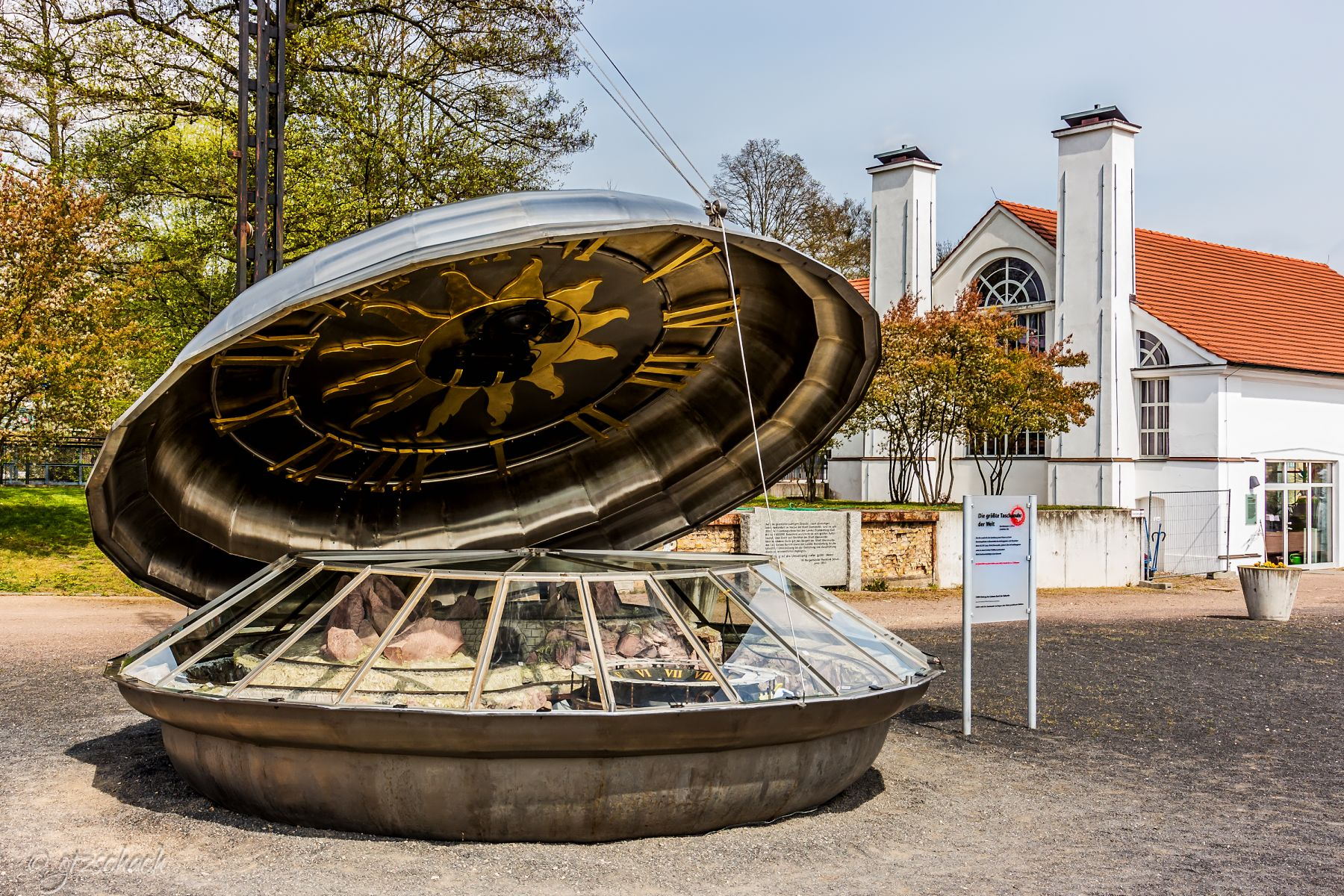
Größte Taschenuhr der Welt

- 1999: Eberswalder Ei, die größte Taschenuhr der Welt mit einem Eintrag im Guinness-Buch der Rekorde[4]
Die Uhr hat einen Durchmesser von 4,70 Metern, wiegt 20 Tonnen und steht im Eberswalder Familiengarten. Beim genauen Betrachten zeigt sich, dass auf der Uhr ein Miniatur-Güterzug fährt, der stündlich einen 80 Meter langen Weg zurücklegt.[2]
- 1999: Bekrönung der Turmspitze und Turmuhr der Stüler-Kirche Reitwein
- 2000: Bekrönung der Kirchturmspitze in Teschendorf (Oberhavel), Gemeinde Löwenberger Land[5]
- 2000: Bekrönung der Turmspitze der Oderberger Kirche[6]
- 2001: Bekrönung der Turmspitze der Dorfkirche Altkünkendorf[7]
- 2003: Turmuhr der Marienkirche Angermünde[8]
- 2004: Turmbekrönung der Klosterfelder Kirche[9]
- 2007: Zunftzeichen für Optiker Roitzsch in Erkner[10]
- 2007: Bekrönung für das Schloss Bad Freienwalde[11]
- 2007: Crussower Glückspfennig[12]
- 2008: Kirchturmuhr der Kirche Teschendorf[5]
- 2017: Eine Sonnenuhr der Wohnungsbaugesellschaft Erkner (WGE) musste bei Umbauarbeiten an einem Haus am Kirchvorplatz abgenommen werden. Schwuchow hat sich mit der WGE auf einen Umbau und einen neuen Standort geeinigt: Die Ziffern kamen auf die Erde, wurden weiter auseinandergerückt und der Schattenstab wurde weggelassen. Stattdessen müssen sich Besucher selbst in die Mitte der großen Sonnenuhr stellen und mit ihrem Schatten die Zeit anzeigen lassen. Der Standort dieses Kuriosums ist der Kinderbauernhof Erkner.[5][13]
- 2017: Als die Geschäftsführerin der Wohnungs- und Baugesellschaft mbH (Barnim) aus Bernau bei Berlin, Antje Mittenzwei, diese Sonnenuhr gesehen hatte, gab sie für den Firmensitz der Baugesellschaft ebenfalls eine Sonnenuhr in Auftrag. Schwuchow wollte aber seine Erfindung nicht einfach kopieren, sondern versprach: „Ich mache euer Stadtwappen zu einer Uhr, der weltweit größten ihrer Art.“ So konstruierte er eine 15 Meter hohe Sonnenuhr mit einem beweglichen Bären (der ja das Bernauer Wappentier ist) im Zentrum. Das Werk ist zwar fertig, steht jedoch noch im Garten des Metallkünstlers. Der Grund: Der Bernauer Denkmalschutz hat Bedenken gegen die Aufstellung dieses interessanten Werkes im Zentrum der Kleinstadt, obwohl schon mehrere Standorte ausgewählt wurden, die im Eigentum der Baugesellschaft sind. Anfang April 2018 gab es noch keine Entscheidung, so dass die Geschäftsführerin kämpferisch wissen lässt: „Wir kriegen die Uhr nach Bernau – schon aus Prinzip.“[5]
- seit 2016: Schwuchow arbeitet an einem etwa einen Meter hohen Fabergé-Ei, in dem eine Miniatur der Berliner Weltfriedensglocke samt einer Uhr eingearbeitet werden. Dieses neue Kunstwerk soll ein Geschenk für den russischen Präsidenten Wladimir Putin werden. Schwuchow hat sich dazu bereits mit dem russischen Botschafter in Deutschland verständigt.
Der Kunstschmied formuliert seine Absicht so: „Ich möchte den Kreml-Chef zu jeder Stunde an den Frieden in der Welt erinnern.“ Statt Geld aus Russland würde er sich über einiges Gold für seine Werkstatt freuen.[2]